# Neptunij
Neptunij je kemijski element atomskog (rednog) broja 93 i atomske mase 237. U periodnom sustavu elemenata predstavlja ga simbol Np.
Ime je dobio po planetu Neptunu. Radioaktivan je, pripada skupini aktinoida i najstabilniji je izotop.